# Калеп, Фёдор Георгиевич
Фёдор Георгиевич Калеп (латыш. Teodors Kaleps, эст. Theodor Kalep; 12 (24) января 1866) — 26 апреля 1913) — российский изобретатель-авиаконструктор и организатор производства эстонского происхождения. Один из первых в России конструкторов авиационных двигателей; изготовил первый авиационный мотор в России.

## Биография
Родился в семье начальника почтовой станции в Ревельском уезде Эстляндской губернии. Учился в Ревельском реальном училище и Рижском политехническом училище. Окончил два отделения училища: механическое (в 1893 г.) и архитектурное (в 1895 г.) отделения.
Работал инженером на заводах «Ланге и сын», «Мотор». Владельцы завода «Мотор» оценили интеллектуальный вклад Калепа и бесплатно поделились с ним акциями — Теодор Калеп стал совладельцем завода. Впоследствии он стал и директором завода «Мотор». К тому времени он уже продолжительное время читал лекции в Рижском политехническом институте на русском языке (профессор института в 1895—1913 годах), и подписывался в официальных документах как Феодор Георгиевич Калеп. 
В 1909 году Калеп решил наладить на заводе «Мотор» производство аэропланов и авиационных моторов. Он создал и запатентовал первый в Российской империи авиационный ангар, в 1910 году построил первый в Латвии и один из первых в Российской империи аэропланов. В 1911 году завод «Мотор» попытался начать на своих площадях производство по лицензии французских авиадвигателей «Gnom», но проект потерпел неудачу из-за кабальных коммерческих условий, выставленных французской стороной. В том же году Калеп спроектировал и совместно с инженером того же завода Шухгальтером успешно изготовил первый в Российской империи отечественный авиационный двигатель «Калеп-60». Он был легче французского двигателя «Gnom» на 7 кг и в его конструкции было на 85 деталей меньше, при аналогичных технических характеристиках. Новый двигатель был в том же году запатентован. 
Успешное испытание самолёта Калепа с двигателем «Калеп-60» на аэродроме Засулауксе провёл 11 января 1911 года пилот Макс Траутман. Это был первый в Российской империи зимний полет. Журнал «Вестник воздухоплавания» в 1911 году писал об авиационном двигателе, созданном Калепом: 

Он без труда пускается в ход и достаточно одного или пол-оборота винта, чтобы машина заработала без перебоев". В той же статье описывался и его авиационный ангар: "Следует остановиться на особого рода ангаре, выстроенном тем же заводом. Он весьма оригинален и представляет круглое здание с куполообразной крышей, которая является особенностью в архитектурно-строительном отношении. Вся крыша находится как бы на весу…
Рижский завод «Мотор» стал первым заводом в Российской Империи и во всей Европе, производящим одновременно и авиационные двигатели и сами самолёты на их основе.
Мотор «Калеп» был представлен 10 марта (25 февраля) 1912 года на Второй Международной выставке воздухоплавания в Москве
В мае 1913 года известный российский лётчик-испытатель и авиаконструктор Георгий Викторович Янковский поставил двигатель «Калеп-60» на свой самолёт «ЛЯМ» и успешно испытал его в испытательных, экстремальных и показательных полётах, высоко отзываясь об отечественном моторе.
В 1913 году был разработан более мощный «Калеп-80». Двигатели «Калеп» устанавливались на самолёты «Ньюпор», «Хиони», «Стеглау» и др. и обладали высокими эксплуатационными качествами.
Под руководством Ф. Г. Калепа на заводе работали люди, получившие впоследствии широкую известность: будущий пионер ракетостроения Фридрих Цандер и известный режиссёр, народный артист СССР Эдуард Смильгис. При заводе существовала лётная школа, пилотом-инструктором в которой была первая российская летчица Лидия Зверева.
Фёдор Георгиевич Калеп был также соучредителем общества воздухоплавания.
Скончался в 1913 году в Риге после успешных испытаний очередной усовершенствованной модели двигателя Калепа.

## Комментарии
1. ↑  Технические характеристики двигателя «Калеп-60»:
  - Модель: «Калеп-60»
  - Мощность, л.с.: 60
  - Наибольший диаметр, мм: 835
  - Длина, мм: около 1000
  - Ход поршня, мм: 122
  - Диаметр цилиндра, мм: 110
  - Масса, кг: 68
  - Расход бензина, кг/л.с.час: 0,315
  - Расход масла(касторового), кг/л.с.час: 0,1
  - Частота вращения, об/мин: 1200.